# منتخب أيرلندا لدوري الرغبي
منتخب أيرلندا الوطني لدوري الرغبي (بالإنجليزية: Ireland national rugby league team)‏ هو ممثل جمهورية أيرلندا الرسمي في المنافسات الدولية في دوري الرغبي .